# Sacramento, California
Thành phố Sacramento là quận lỵ của Quận Sacramento và thủ phủ của tiểu bang California. Sacramento được John Sutter (con) thành lập vào tháng 12 năm 1848 từ vùng đất mang tên Sutter's Fort do cha ông, đại uý John Sutter (cha) gây dựng vào năm 1839.

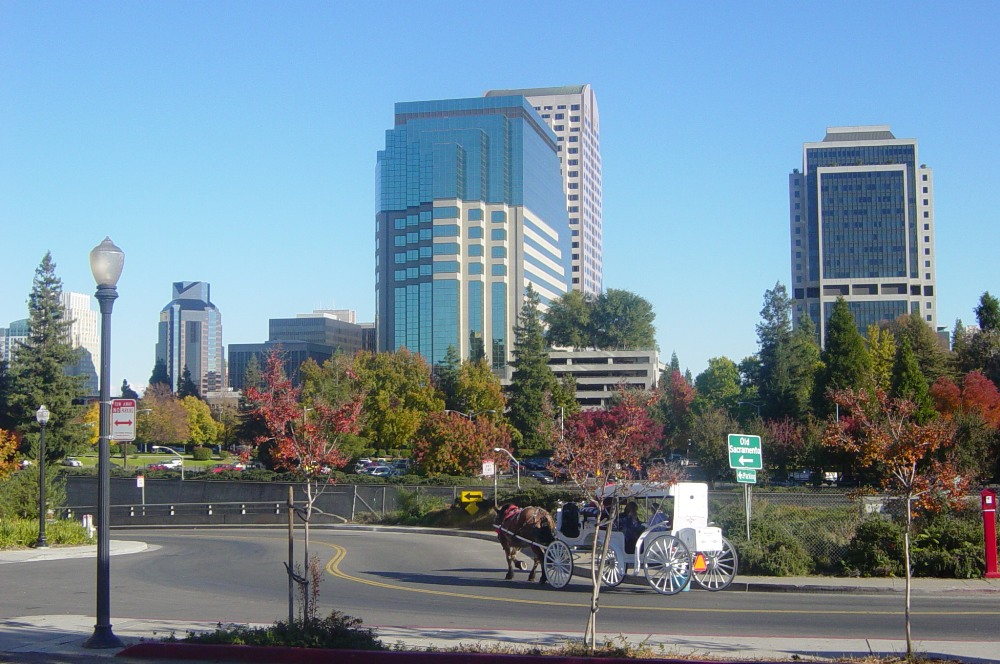
Sacramento nhìn từ sông Sacramento

Trong cơn sốt tìm vàng ở California, thành phố Sacramento trở thành địa điểm phân phối chính, là trung tâm thương nghiệp, nông nghiệp và là điểm cuối cùng của các tuyến xe lửa, các tuyến xe ngựa (tiếng Anh: stage-coach), đường thủy (tiếng Anh: riverboat), điện báo, bưu chính tốc hành chuyển bằng ngựa (tiếng Anh: pony express) và đường xe lửa xuyên lục địa đầu tiên (tiếng Anh: transcontinental railroad).

## Địa lý
- Độ cao: 5½ m
- Vĩ độ: 38° 31′Bắc
- Kinh độ: 121° 30′Tây